# Kieliszeczek mchowy
Kieliszeczek mchowy, kielisznik mchowy (Chromocyphella muscicola (Fr.) Donk) – gatunek grzybów z rodziny Chromocyphellaceae.

## Systematyka i nazewnictwo
Pozycja w klasyfikacji według Index Fungorum: Chromocyphella, Chromocyphellaceae, Agaricales, Agaricomycetidae, Agaricomycetes, Agaricomycotina, Basidiomycota, Fungi.
Po raz pierwszy zdiagnozował go w 1822 r. Elias Fries nadając mu nazwę Cyphella muscicola. Obecną, uznaną przez Index Fungorum nazwę nadał mu Marinus Anton Donk w 1959 r.
Synonimy:

- Arrhenia muscicola (Fr.) Quél. 1888
- Calyptella muscicola (Fr.) Quél. 1886
- Chaetocypha muscicola (Fr.) Kuntze 1891
- Cyphella fuscospora Curr. ex Cooke 1891
- Cyphella muscicola Fr. 1822
- Cyphella muscicola Fr. 1822 var. muscicola
- Phaeocyphella fuscospora (Curr. ex Cooke) Rea 1922
- Phaeocyphella muscicola (Fr.) Rea 1922

Nazwę polską zaproponował Władysław Wojewoda w 2003 r., Franciszek Błoński w 1896 r. podawał nazwę kieliszek mchowy.

## Charakterystyka
Owocnik beztrzonowy lub prawie beztrzonowy, o kształcie pucharu lub kieliszka o szerokości 0,2–0,5 mm. Hymenium na zewnętrznej stronie, chropowate, o barwie od białawej do ochrowej. Powierzchnia wewnętrzna gładka, ochrowa, oliwkowa
Zarodniki elipsoidalne do niemal kulistych, różowe, o rozmiarach 6–7 × 5–6 μm.
Występuje w lasach. Owocniki wyrastają od wiosny do jesieni na ziemi wśród mchów, na opadłych gałęziach drzew liściastych. W piśmiennictwie naukowym na terenie Polski do 2003 r. podano kilka stanowisk (wszystkie dawne, w latach 1891–1936). W Polsce prawdopodobnie wyginął.